# Radschnellweg Ruhr (RS1)

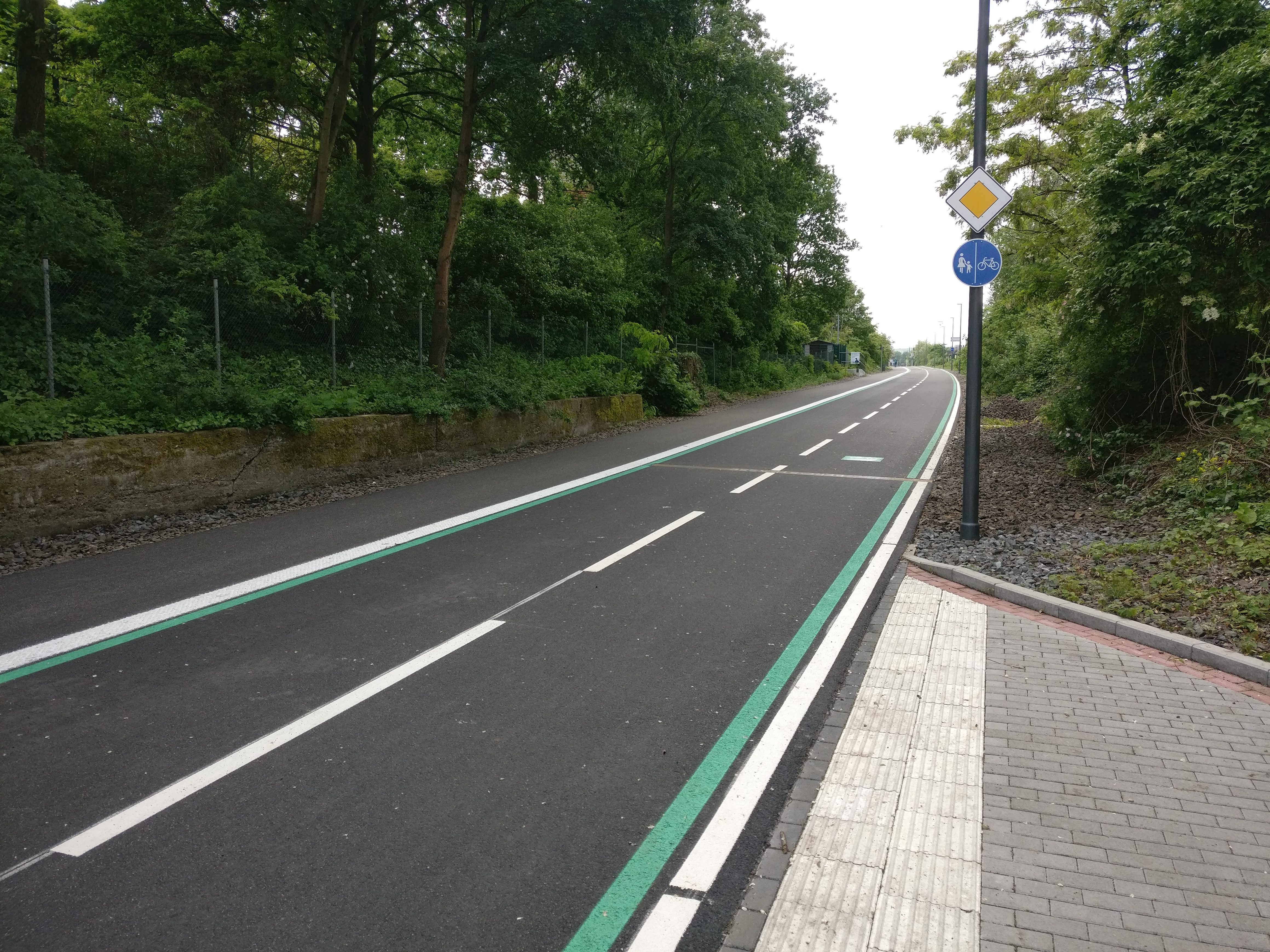
Der RS1 zwischen der Mülheimer Innenstadt und der Hochschule Ruhr West, zweistreifig mit Fahrbahnmarkierungen

Der Radschnellweg Ruhr, kurz RS1, ist ein rund 115 Kilometer langer Radschnellweg von Moers nach Hamm, der sich überwiegend in Planung befindet. Fertiggestellt sind bislang vier Teilstücke mit zusammen rund 17 Kilometern Länge. Das längste davon ist ein 12,5 Kilometer langer Abschnitt zwischen Mülheim an der Ruhr und Essen. Dieser Abschnitt wird auch als „Rheinische Bahn“ bezeichnet, da er auf der Trasse der einstigen Bahnstrecke Osterath–Dortmund Süd der Rheinischen Eisenbahn-Gesellschaft verläuft, wobei die Trennung zum Fußverkehr bzw. das Angebot für diesen noch nicht überall den angestrebten Standards entspricht.
Ursprünglich bildete Duisburg das geplante westliche Ende des RS1. Im März 2021 wurden Planungen bekannt, den Radschnellweg von dort aus um rund 15 Kilometer über die Rheinbrücke Neuenkamp, welche seit 2019 neu gebaut wird, bis nach Moers zu verlängern.

## Chronik
| Jahr              | Ereignis |
| ----------------- | --- |
| 2010              | Projektidee beim Regionalverband Ruhr (RVR) |
| 18. Juni 2010     | Eröffnung des ersten Teilabschnitts vom Park am Essener Uni-Viertel bis zur Mülheimer Stadtgrenze                                                                                      |
| 2011              | Beschluss auf der Verbandsversammlung des RVR und Stellung eines Förderantrags an das Bundesverkehrsministerium                                                                        |
| Oktober 2012      | Machbarkeitsstudie des RVR mit Förderung des Bundesverkehrsministeriums wird in Auftrag gegeben                                                                                        |
| September 2014    | Veröffentlichung der fertigen Machbarkeitsstudie |
| 27. November 2015 | Eröffnung des Teilstücks zwischen Mülheim Hauptbahnhof und der Essener Stadtgrenze |
| 23. Oktober 2017  | Freigabe des Teilstücks Hauptbahnhof über den Stadt-Viadukt Mülheim bis zur Ruhrbrücke                                                                                                 |
| 15. Mai 2019      | Offizielle Freigabe des Teilstücks über die Ruhrbrücke Mülheim bis zur Hochschule Ruhr West                                                                                            |
| 7. Februar 2020   | Spatenstich in Essen für eine Brücke über den Berthold-Beitz-Boulevard. Sie ist 82 Meter lang, 6 Meter breit und besitzt jeweils einen separaten Streifen für Radfahrer und Fußgänger. |
| 7. Februar 2020   | Spatenstich in Bochum für ein 900 Meter langes Teilstück zwischen Stahlhauser Straße/Windhausstraße und Bessemerstraße                                                                 |
| 19. April 2021    | Baubeginn in Dortmund für ein rund 1000 Meter langes Teilstück als Fahrradstraße entlang Große Heimstraße und Sonnenstraße, zwischen Arneckestraße und Wittekindstraße.                |
| 10. Juni 2021     | Einweihung in Essen der Brücke über den Berthold-Beitz-Boulevard |
| 11. Juni 2021     | Freigabe eines Teilstückes bei Wattenscheid (2,8 km) zwischen der Kray–Wanner Bahn (Gelsenkirchen, Krayer Straße) und Bochum Parkstraße/Aschenbruch                                    |
| 28. Oktober 2021  | Freigabe eines Teilstücks im Bochumer Westend (zwischen Windhausstraße und Bessemer Straße)                                                                                            |
| 29. Juli 2022     | Freigabe eines weiteren Teilstücks im Bochumer Westend (Verlängerung des bestehenden Teilstücks von Bessemerstraße bis zum Anschluss in die Grünanlage im Westend)                     |
| 10. Dezember 2024 | Baubeginn für den 3,2 Kilometer langen Bochumer Streckenabschnitt A1 zwischen Parkstraße und Darpestraße                                                                               |
| 30. Juli 2025     | Baubeginn für den 1,5 Kilometer langen Abschnitt zwischen der Stadtgrenze von Gelsenkirchen mit dem Bahnhof Essen-Kray Nord.                                                           |
| 19. August 2025   | Freigabe eines Teilstückes bei Wattenscheid (3,2 km) zwischen Stadtgrenze Gelsenkirchen/Parkstraße bis zur Darpestraße in Bochum                                                       |

### Vorgeschichte
Nachdem bereits in einer Konzeptstudie die grundsätzliche Machbarkeit des Projekts ermittelt worden war, ging die Anfang September 2014 vorgestellte Machbarkeitsstudie in die Detailplanung. Führungsform, Querungen, Kreuzungen sowie andere Infrastruktur werden genau beschrieben und es werden für jeden einzelnen Abschnitt Lösungen und Kosten ermittelt. Die Studie beschreibt auch die Finanzierung, die Trägerschaft sowie das Corporate Design und beinhaltet eine Kosten-Nutzen-Analyse. Alle beteiligten Kommunen sind in die Diskussion eingebunden. Das Bundesministerium für Verkehr und digitale Infrastruktur finanzierte die Studie. Der Regionalverband Ruhr ist Projektträger des RS1. Außerdem sind an der Planung auch Akteure wie Landschaftsbehörden, die Wasserstraßen- und Schifffahrtsverwaltung des Bundes, der Landesbetrieb Straßenbau NRW, der NABU etc. beteiligt. Die Bürgerbeteiligung wird durch verschiedene Kommunikationsmaßnahmen sichergestellt. Es gab drei regionale Fachkonferenzen in Dortmund, Duisburg und Essen, um die Ergebnisse der Studie vorzustellen und die Projektkommunikation zu starten.

### Umsetzung auf dem Stadtviadukt Mülheim
Im August 2015 bekannt gewordene Planungen im Bereich Mülheim sahen hier im Stadtzentrum faktisch eine Unterbrechung des 100 Kilometer langen Radschnellwegs vor. Auf dem 300 m langen Viadukt im Bereich der Bahnstraße sollte demnach eine Hochpromenade entstehen. Laut Berichterstattung sollte der RS1 hier „kein Weg zum Durchbrettern“ werden. Auf dem acht Meter breiten Bogenviadukt sollte eine Flanierstrecke mit umfangreicher Möblierung entstehen. Geplant waren Sitzgelegenheiten, Pflanzbeete und -tröge sowie auch ein überdachter Aussichtsbalkon mit Blick auf den Rathausplatz. Je nach Planungsvariante sollte das Viadukt auf eine Mischverkehrsfläche von bis zu 3,8 Metern eingeengt werden. Die Machbarkeitsstudie zum RS1 rechnete für diesen Abschnitt mit einer durchschnittlichen, täglichen Radverkehrsstärke von 2000 bis 3000. Die Studie trug dem erwarteten hohen Fußgängeraufkommen mit einem veränderten Streckenquerschnitt Rechnung. Dabei wurde die Routencharakteristik eines Radschnellwegs mit Trennung in Radverkehrs- und Fußgängerbereiche allerdings beibehalten. Planungsvorschlag waren hier zwei jeweils zwei Meter breite Fußgängerbereiche und in der Mitte eine drei Meter breite Radfahrbahn. Die Planungen der Hochpromenade wurden kritisiert.
Umgesetzt wurde schließlich ein Querschnitt mit je einem 3,50 und einem 2 Meter breiten Geh- bzw. Fahrstreifen. Diese sind durch einen rund 2 Meter breiten Beetstreifen voneinander getrennt. Offiziell ist der als Promenade ausgebaute Bereich zwar als gemeinsamer Fuß- und Radweg ausgewiesen, praktisch nutzt aufgrund des Platzbedarfs jedoch der Radverkehr hauptsächlich den 3,50 breiten Fahrstreifen, während der 2 Meter breite Streifen dem Fußverkehr vorbehalten ist.

## Aktueller Zustand

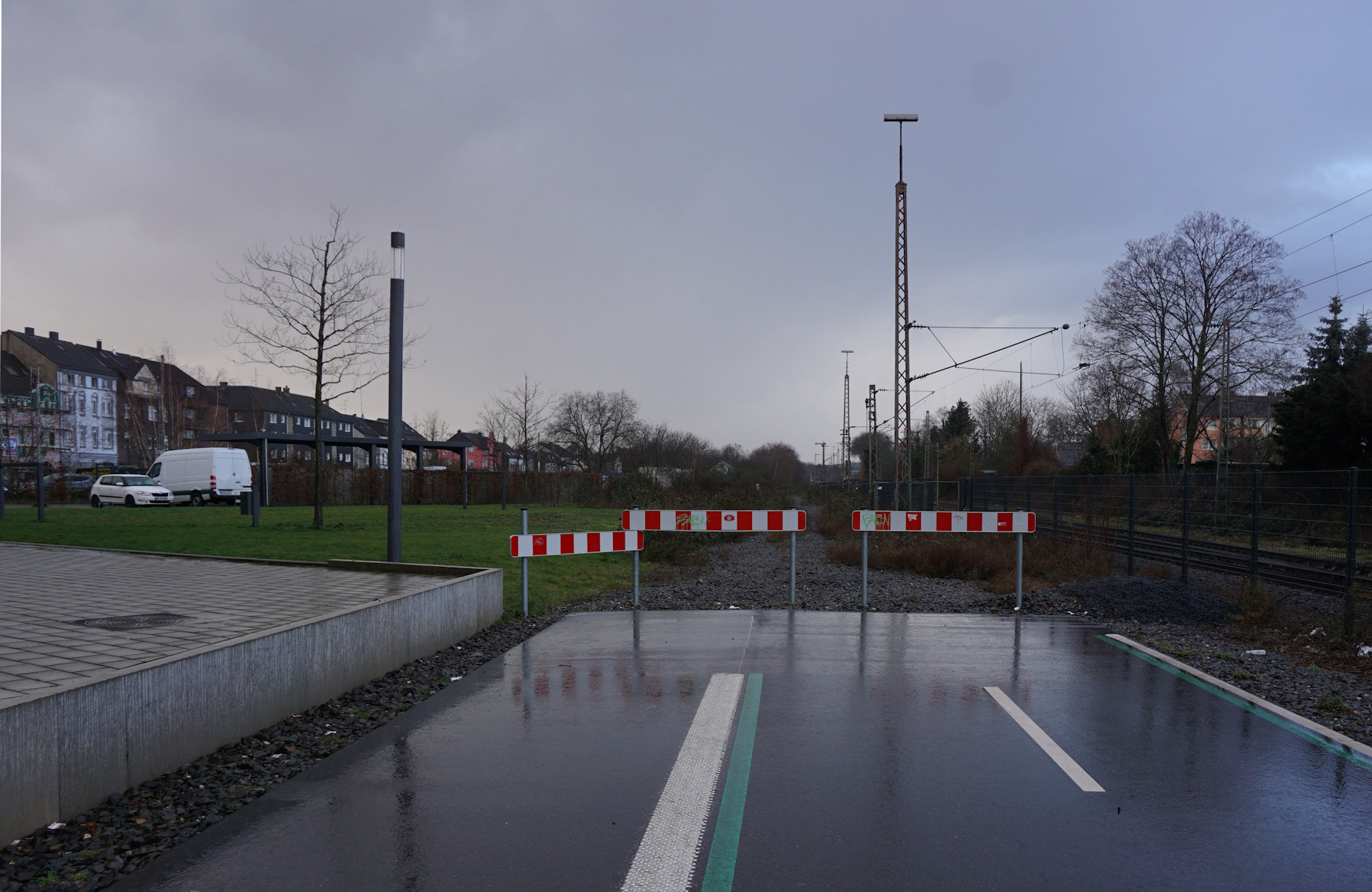
Ende des Radweges an der Hochschule Ruhr West. Es steht noch nicht fest, wann die Fertigstellung erfolgt.

Der Radschnellweg Ruhr in Richtung Duisburg endet zurzeit noch im Stadtteil Speldorf in Mülheim an der Ruhr direkt an der Hochschule Ruhr West (). Er ist asphaltiert und durch Fahrbahnmarkierungen zweistreifig ausgewiesen, ein eigener Fußweg verläuft unmittelbar südlich. Mit dem Übergang von der Ruhrbrücke zum Stadt-Viadukt Mülheim geht der RS1 in einen gemeinsamen Geh- und Radweg über. Das gesamte Stadt-Viadukt wurde als Promenade mit Bepflanzungen und diversen Sitzmöglichkeiten gestaltet, um ein Verweilen anzuregen und dafür den Radverkehr zu verlangsamen. Ab dem Hauptbahnhof Mülheim (Ruhr) wird der gemeinsame Weg in einen asphaltierten Rad- und einen geschotterten Fußweg getrennt, zwischen denen sich teilweise ein kleiner Grün- oder Schotterstreifen befindet. Diese Abgrenzung wird nur für Überführungen oder Zuwege unterbrochen.
Ab der Brücke über die Böhmerstraße in Essen-Schönebeck wird der Radschnellweg durchgängig als gemeinsamer Fuß- und Radweg fortgesetzt. Ab diesem Punkt bis zur Brücke über den Schölerpad in Essen-Altendorf ist der Weg geschottert, anschließend wieder asphaltiert. Nach insgesamt 12,5 Kilometern endet der RS1 südlich vom Campus Essen der Universität Duisburg-Essen ().
Der gesamte Radschnellweg verläuft kreuzungsfrei zum übrigen Straßenverkehr. Eine 82 Meter lange und 3,1 Millionen Euro teure Stahlbrücke über den Berthold-Beitz-Boulevard im Essener Westviertel, deren Bau im Februar 2020 begonnen wurde, ist am 10. Juni 2021 in Betrieb genommen worden. Sie verbindet mit mehr als sechs Metern Breite den Krupp-Park mit der weiteren Trasse Richtung Universität Essen.
Vom Radschnellweg Ruhr bestehen Anschlussmöglichkeiten zu anderen Radwegen. In Mülheim ist eine Verbindung zum 300 Meter entfernten Ruhrtalradweg () ausgewiesen und in Mülheim-Heißen zweigt die Grugatrasse () auf der ehemaligen Bahnstrecke Mülheim-Heißen–Altendorf (Ruhr) ab. Des Weiteren beginnt in Altendorf eine Radweg-Verbindung zum Bahnhof Borbeck ().
Aufgrund seiner Breite lässt sich der RS1 auf voller Länge auch mit größeren Radfahrzeugen wie Gespannen, Velomobilen und Lastenrädern befahren. Ein Auf- und Abfahren ist jedoch wegen Pollern oder Umlaufgittern nicht an allen Zugängen möglich, ebenso besteht für jene kein Anschluss an die Grugatrasse.
Das Bundesverkehrsministerium hat 2020 4,3 Millionen Euro für den Bau von zwei Teilstücken des insgesamt 2,8 Kilometer langen Radschnellwegabschnitts in Gelsenkirchen bewilligt. Am 11. Juni 2021 wurde dieser Abschnitt, der von der Stadtgrenze Essen an der Hattinger Straße zur Stadtgrenze Bochum an der Parkstraße führt, freigegeben.
Im Oktober 2024 wurde die alte Bahnbrücke über die Bochumer Parkstraße abgerissen. Die neue Brücke dort für den RS1 soll voraussichtlich Mitte 2026 fertig sein. 
Der 3,2 Kilometer langen Abschnitt zwischen Park- und Darpestraße (Baubeginn 10. Dezember 2024) wurde am 19. August 2025 freigegeben. Es gibt sieben Zufahrten in diesem Abschnitt.
Die sich östlich anschließende Brücke über die A40 ist noch in Planung.

## Zukunft
Die geplante Route hat das Landesverkehrsministerium auf der Internetseite Radschnellwege NRW dokumentiert.
Im Essener Eltingviertel ist (Stand 2017) geplant, den Bahndamm, auf dem der RS1 verlaufen könnte, abzutragen und den Radweg über Gebäudedächer zu führen. Kritiker haben gefordert, vorläufig den Damm zu nutzen, bis ein Bauplan für das Eltingviertel steht.
Anfang 2022 wurde das Baufeld zwischen Essen-Kray (L 643/Rotthauser Straße) und dem fertigen Abschnitt bei Gelsenkirchen, Krayer Straße vorbereitet. Ende Juli 2025 wurde mit dem Bau dieses 1,5 km langen Abschnittes begonnen. Geplante Bauzeit: ca. 1 Jahr.
Der 3,2 km lange Bochumer Streckenabschnitt A1 zwischen der Stadtgrenze zu Gelsenkirchen und der A 40 in Hamme soll im Sommer 2025 fertig sein, bis auf die neue Brücke über die Parkstraße, die voraussichtlich erst 2026 eingeweiht wird. Es wird dafür die Trasse der stillgelegten Rheinischen Bahn genutzt.
In NRW gibt es sieben Projekte für Radschnellwege. 2019 und 2020 stellte NRW je 9,25 Millionen Euro Haushaltsmittel zur Verfügung. Die Landesregierung (Kabinett Laschet) hat im März 2020 angekündigt, dass es ab 2021 jährlich elf Millionen Euro sein werden.

## Bildergalerie

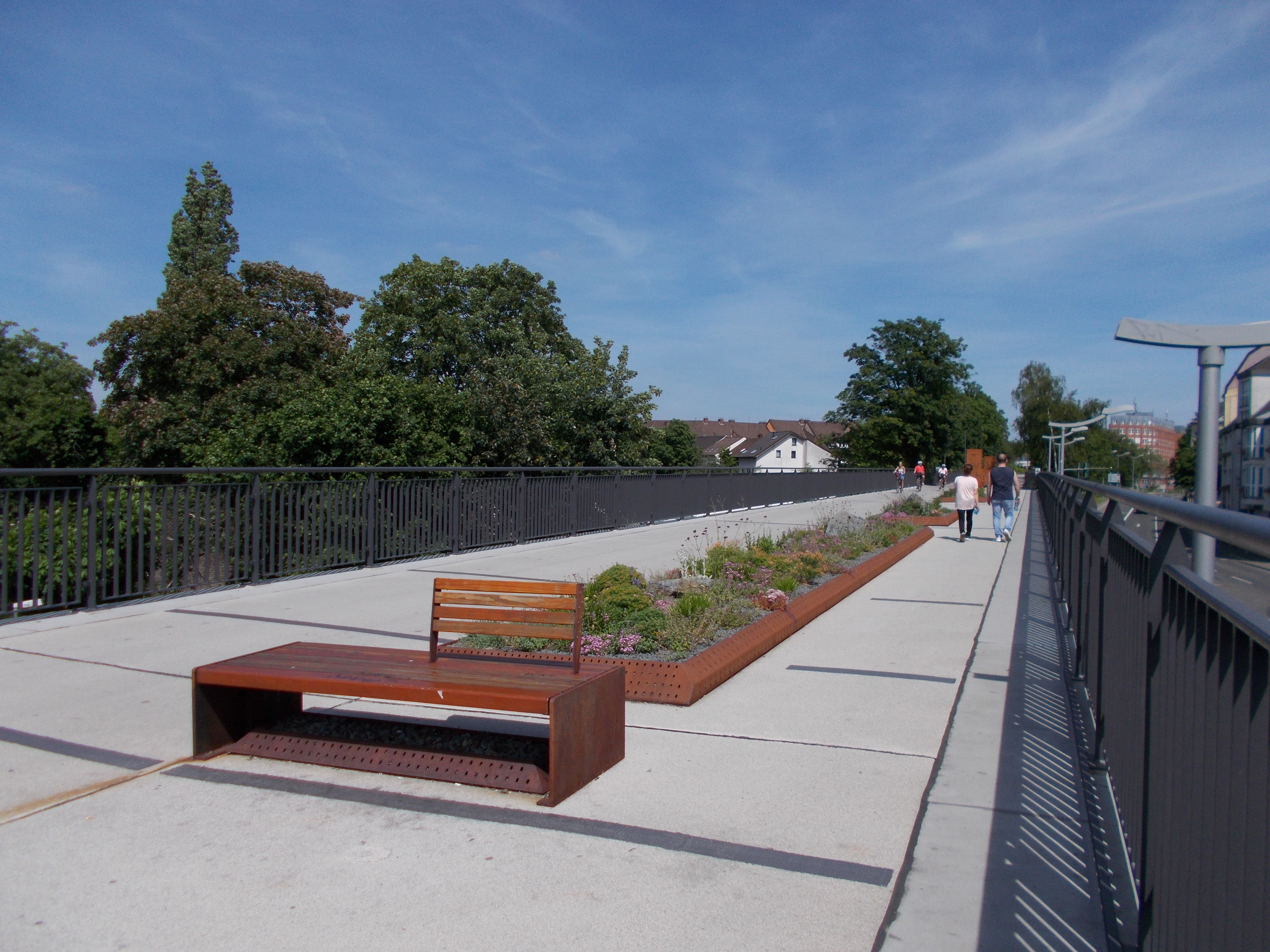
Gestaltete Hochpromenade auf dem Mülheimer Stadt-Viadukt
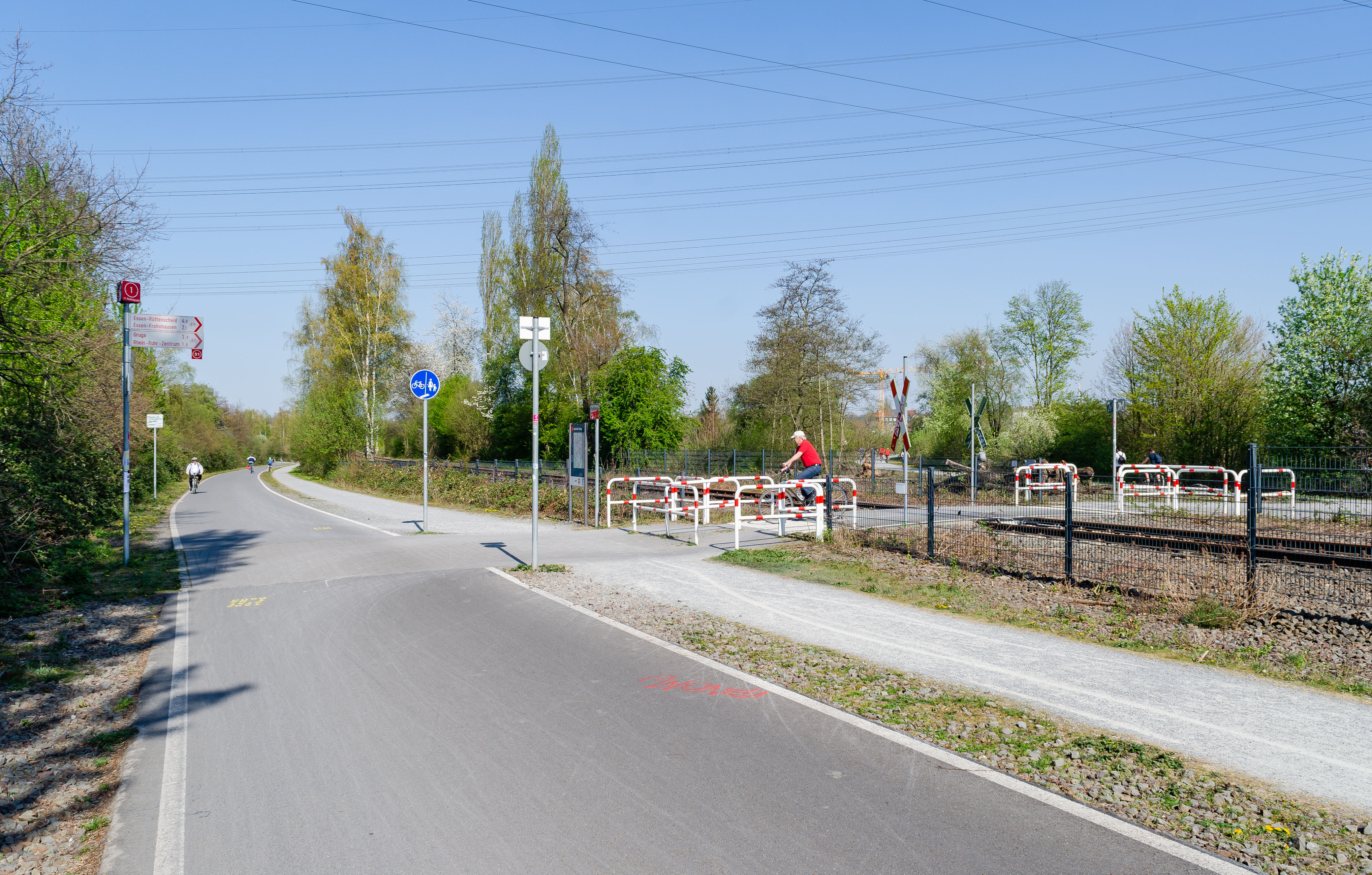
Abzweig des heutigen Grugawegs am einstigen Bahnhof Heißen
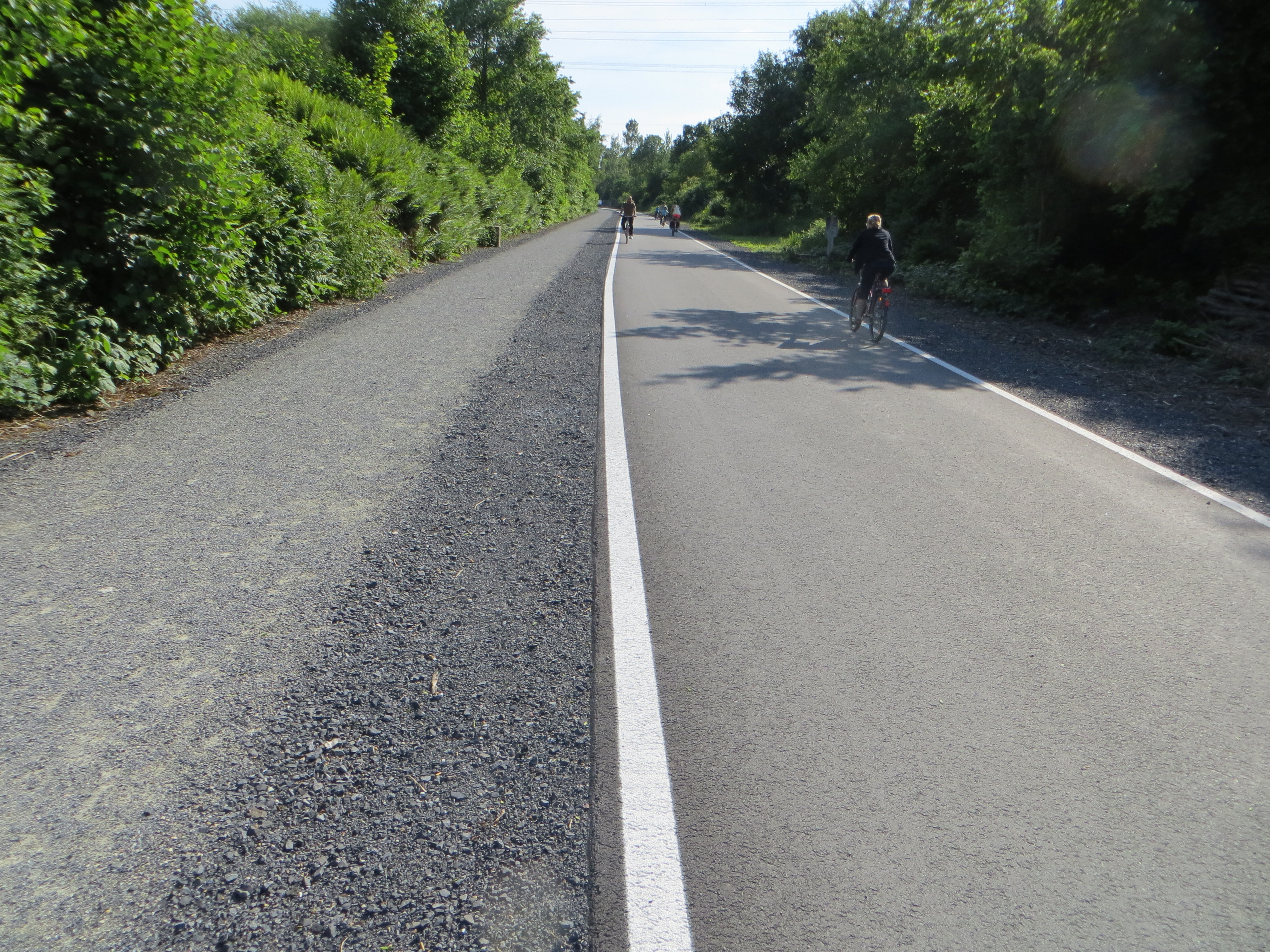
Asphaltierter Rad- und geschotterter Fußweg an der Stadtgrenze Essen/Mülheim
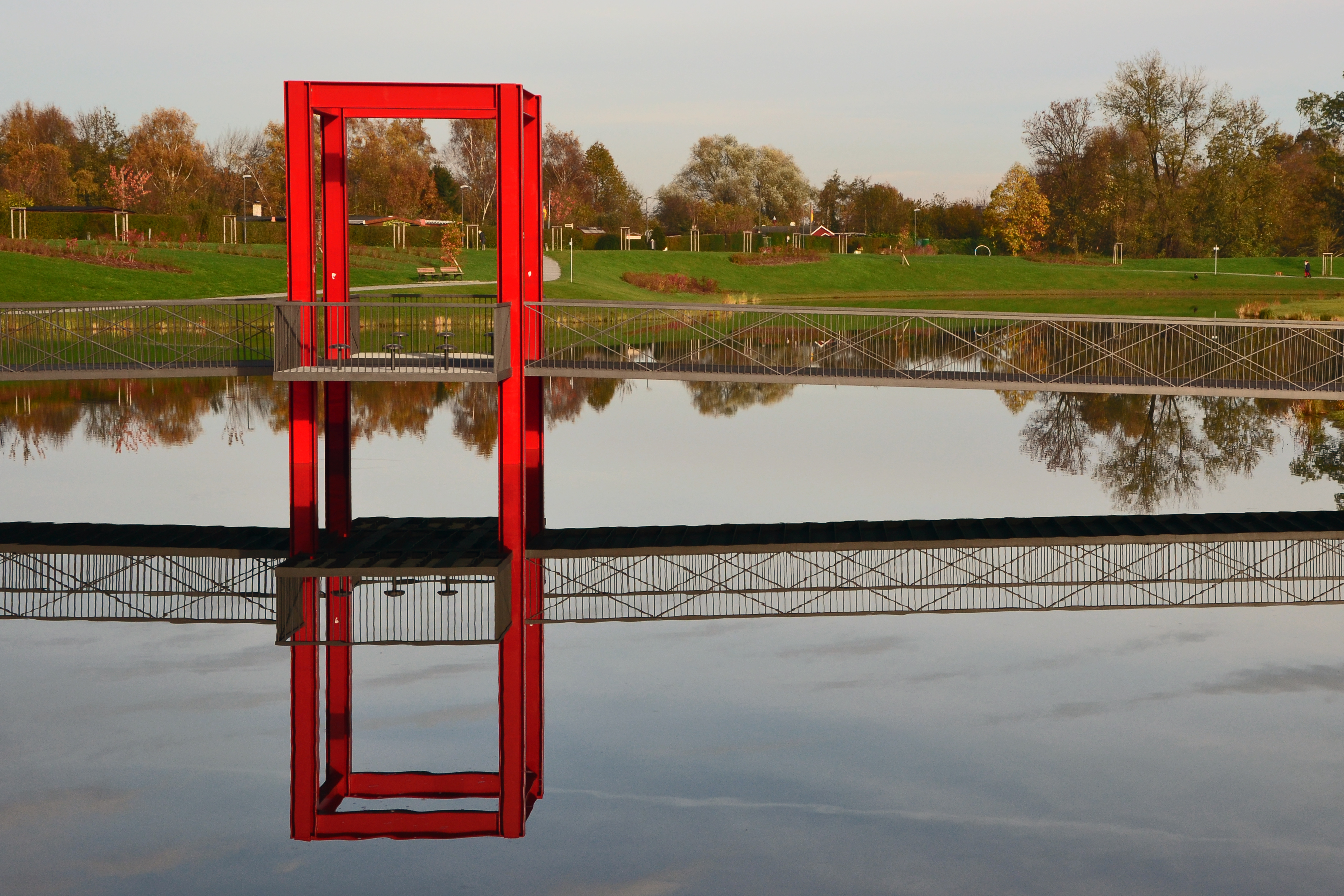
Brücke über den 2014 angelegten Niederfeldsee in Altendorf